# 피닉스 (우주선)
피닉스 화성 탐사선(Phoenix Mars Lander) 혹은 줄여서 피닉스(Phoenix)는 미국항공우주국의 화성탐사계획(Mars Scout Program)으로 2007년 8월 4일에 발사되어 9개월 간의 비행 끝에 2008년 5월 25일 4시 46분경(태평양 표준시)에 화성에 착륙한 로봇 우주선(robotic spacecraft)이다. 이로써 백번째 화성의 샘플을 채취하는 탐사선이 된다.
이 탐사선은 2008년 5월 25일 우주선 시간 23시 38분에 화성 북극의 물과 얼음이 풍부한 지역에 착륙하였다. 성공적인 착륙 확인은 7:53:44 PM EDT에 수신되었다. 착륙한 뒤에는 로봇 팔로 화성의 북극 땅을 파서 과거의 물에 관한 정보를 찾아 화성에 미생물이 살기에 적절한 환경이 있는지를 조사하였다. 미항공우주국은 2008년 7월 31일 화성에서 물을 발견하였다고 발표하였고, 탐사 기간은 9월말까지 연장되었다.

## 역사

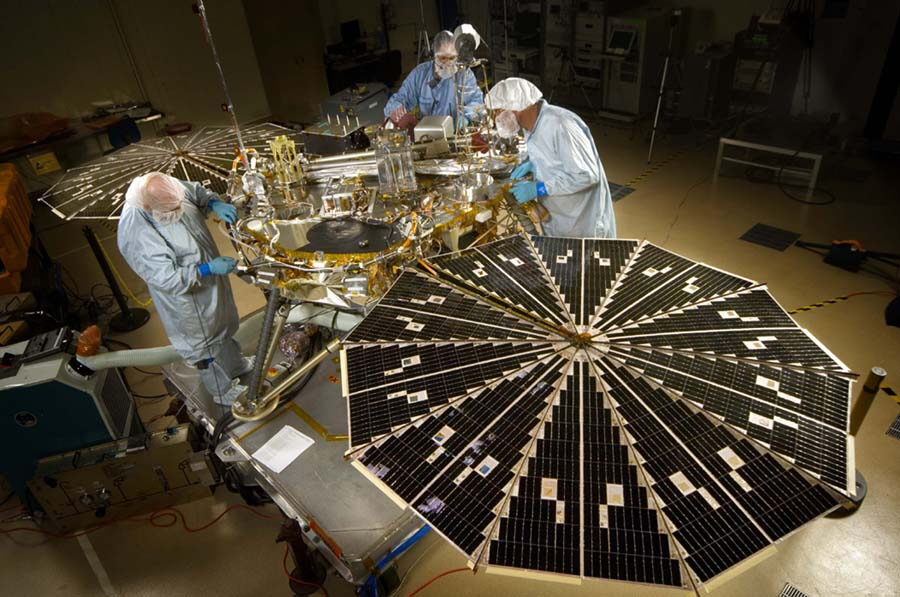
2006년 9월에 시험 중인 피닉스

미국 항공우주국은 2007년에 마스 스카우트 프로그램으로 처음 발사하는 탐사계획으로서 2003년 8월 애리조나 대학이 제안했던 피닉스 계획을 선출하였다. 이 결정을 내리기까지 다른 연구기관끼리 매우 격렬한 경쟁이 있었다. 이 계획을 위해 NASA로부터 애리조나 대학에 3억 2500 달러의 자금이 제공된다. 이는 당시 애리조나 대학이 얻은 연구비 중 가장 큰 규모로, 기존 최고 금액의 6배를 웃돈다.
애리조나 대학의 피터 스미스가 이 계획의 주 연구원으로 선출되었다. 피닉스라는 이름은 몇 번씩 소생하는 신화의 새 불사조를 기념한 것이다. 이 이름에 알맞은 피닉스는 이제까지의 탐사 계획으로 개발한 우주선을 다시 이용하고 있다. 피닉스에 쓰인 착륙선은 2000년에 계획이 중단된 '마스 서베이어(Mars Surveyor) 2001'의 착륙선을 개량한 것이다. 착륙선은 록히드 마틴사가 거의 완성 상태에 있던 것으로, 2001년부터 소중히 보존하고 있었다. 또, 이제까지 극지역에 착륙한 탐사선에 탑재하던 것과 같은 장비가 피닉스에도 탑재되었다.
2005년 6월 2일에 NASA는 피닉스 프로젝트의 계획과 초기 설계가 순조롭게 진행되는지 정밀하게 조사한 뒤에, 프로젝트의 예정대로의 진행을 승인하였다.

## 미션의 윤곽
마스 랜더 미션에는 두 가지 목표가 있다. 첫째는 물의 지질학적 역사를 연구하는 것으로, 이를 통해 기후 변화의 비밀을 풀 수 있을 것으로 기대하고 있다. 두 번째는 얼음과 흙이 섞인 환경에서 생명체를 찾아내기 위함이다. 피닉스 탐사선에 있는 관측 기구들은 상기 두 가지 목표를 수행하는 데 적합한 실험 장비들을 갖추고 있으며, 화성 북극의 생물학적인 역사도 밝혀 줄 수 있을 것으로 기대하고 있다. 피닉스는 화성의 극 지방에서 추출한 데이터를 지구로 전송하는 최초의 탐사선이 될 것이며, 미 항공우주국이 이 계획에 설정한 목표인 '물을 찾아라'를 달성하는 데 기여할 것으로 전망된다.
주요 미션은 화성일 90일(지구일 92일) 동안 수행될 것이다. 과학자들은 피닉스 탐사선이 화성의 극한의 기후를 견디면서 극지방 얼음이 자라나는 과정을 관찰하여 지구로 전송해 줄 것으로 기대하고 있다. 예상대로라면 90센티미터에 이르는 드라이아이스 얼음이 관측될 것이다. 그러나 극한의 기온 때문에 화성의 겨울 중간까지는 살 수 있을지 몰라도, 화성의 겨울을 끝까지 버틸 것으로 보지는 않고 있다. 마스 랜더 미션은 이전의 화성 탐사기기처럼 로버를 이용하여 이동하면서 관측하는 것이 아니라, 탐사선이 한 자리에 고정되어 관측하는 것으로 계획되었다. 그 이유는 다음과 같다.
1. 이전 장비들을 재활용하면서 경비를 줄였다.
2. 피닉스가 착륙할 장소는 화성의 다른 곳들에 비해 지형이 균일한 양상을 띠고 있으며, 따라서 돌아다니면서 관측할 필요성이 적다.
3. 피닉스를 이동시키는 데 필요한 기자재의 역량을 대신 관측 도구의 정교성으로 옮겼다.

피닉스는 화성 북반구 바스티타스 보레알리스(계절경도 Ls=76.73)에 있는 그린 밸리에 2008년 5월 25일에 성공적으로 착륙했다. 이 곳은 피닉스에 실린 태양 패널에 1 화성일 내내 태양빛이 계속 공급될 수 있는 장소이다. 화성 북반구 여름 극점에 따르면, 태양의 최대 고도는 47.0도이다. 피닉스가 착륙한 곳에서는 2008년 9월 초부터 밤이 시작될 것이다.

### 발사

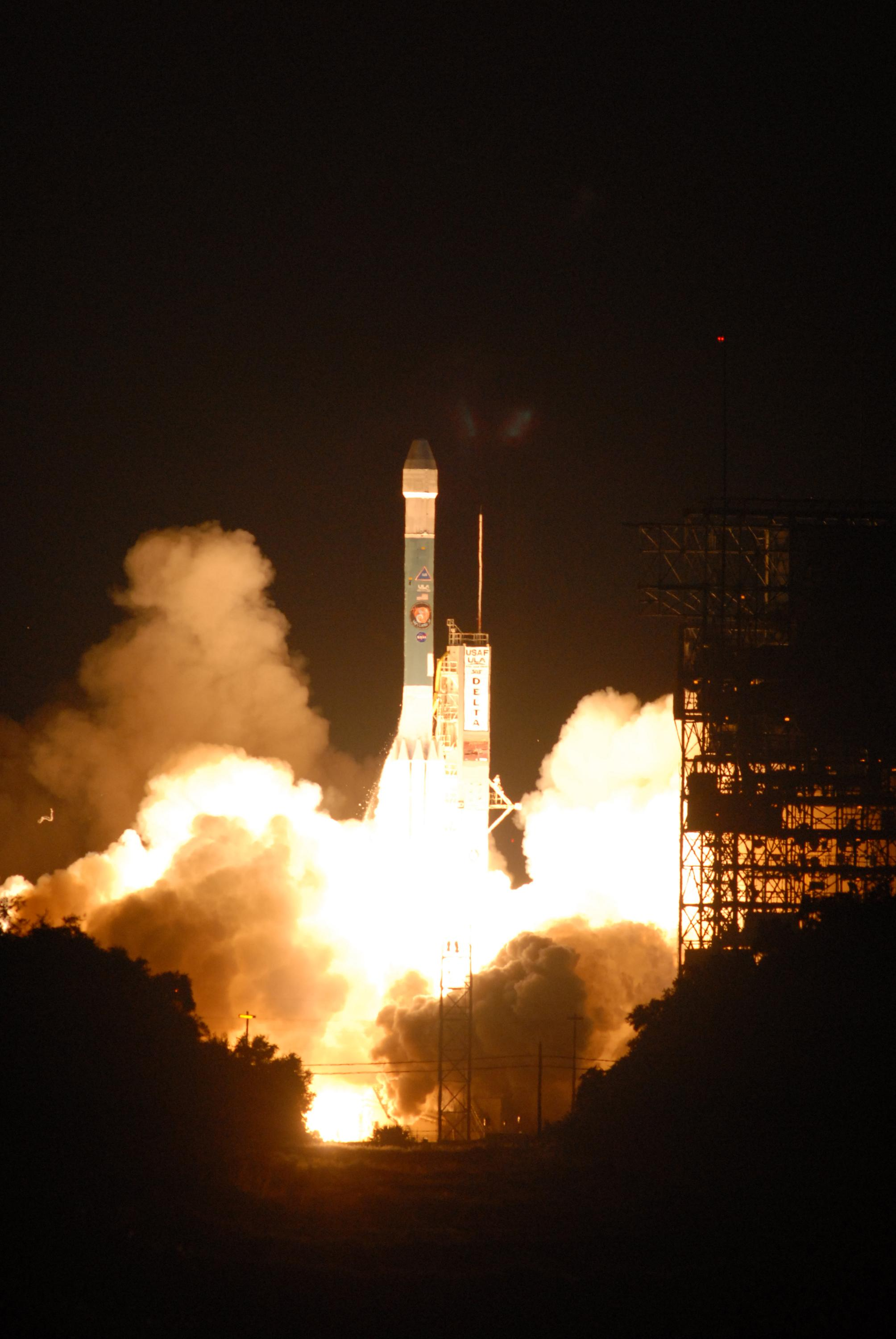
피닉스가 델타 II 7925로켓에 실려 발사되고 있다.

피닉스는 2007년 8월 4일 케이프 커내버럴 공군기지 내 17-A 발사대에서 미국 동부기준시 오전 05:26:34(협정 세계시 09:26:34) 델타 7925에 로켓에 실려서 발사되었다. 공식적으로 발사 과정상 결함은 없었다. 피닉스는 예정되었던 탄도 궤도에 정확하게 안착하였고, 따라서 2007년 8월 10일 동부기준시 오전 07:30 에 있었던 탄도궤도보정 점화는 초당 18미터 수준에 불과했다. 발사는 발사 창(launch window) 연장 기간인 2007년 8월 3일부터 8월 24일 사이에 이루어졌다. 돈 탐사선의 경우 발사가능시간대의 기간이 짧았기 때문에(원래 발사 예정일은 2007년 7월 7일이었음) 피닉스 발사가 끝난 뒤 9월에 발사가 이루어졌다. 피닉스를 적재한 델타 7925는 발사 실적이 우수했기 때문에 선택되었다. 델타 7925에 실려 올라갔던 탐사선으로는 2003년 스피릿, 오퍼튜니티와 1996년 마스 패스파인더가 있다.
야광운 이 델타 II 7925 로켓에서 방출된 배기 가스에 의해 생겨났다. 이 야광운은 피닉스 마스 랜더의 로고에 쓰인 붉은 색과 푸른 색을 연상하게 했다.

### 착륙
제트 추진 연구소는 2008년 5월 25일 피닉스가 화성 대기로 강하한 뒤 착륙 후 1분 뒤까지의 과정을 관찰하기 위해, 화성 주위를 도는 세 개의 인공 위성 궤도를 보정했다. 여기서 얻어지는 정보는 이후 다른 착륙선들의 설계에 좋은 참고가 될 것으로 기대된다.

## 갤러리

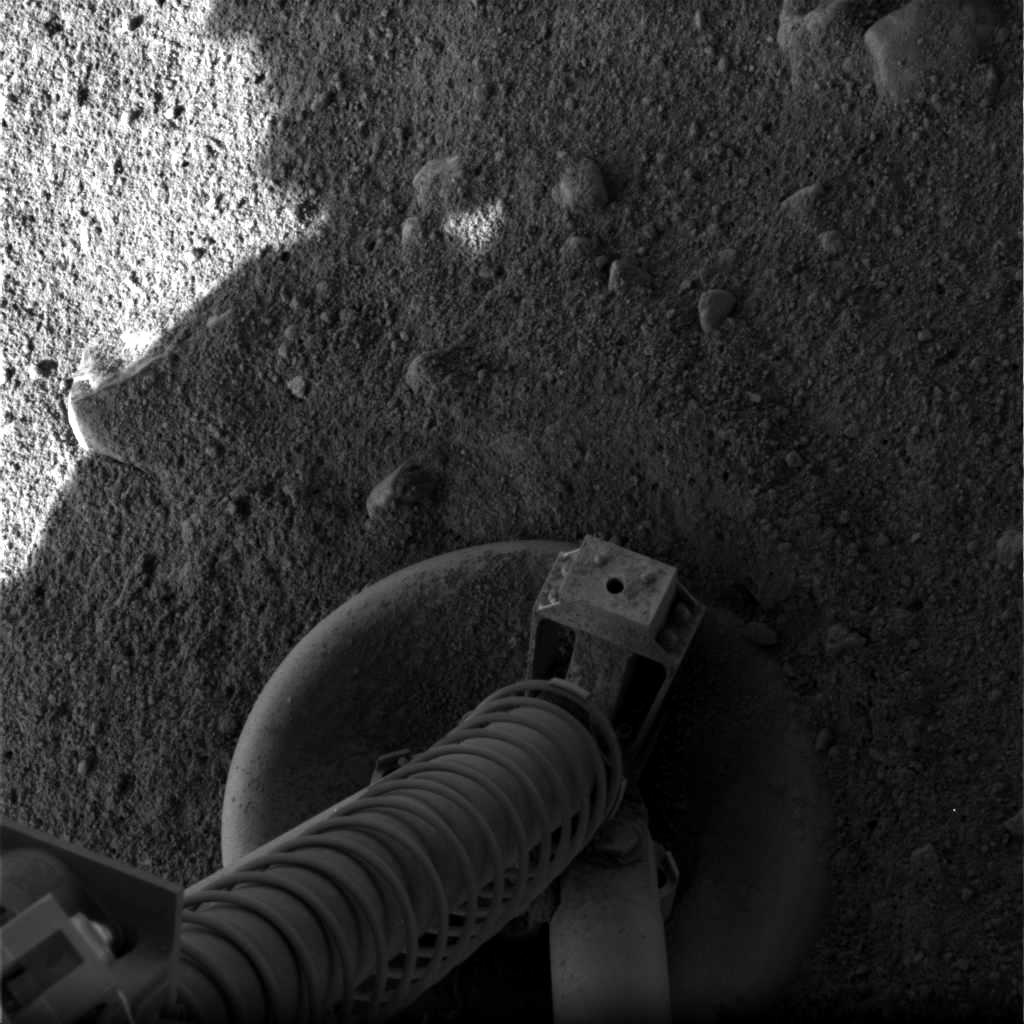
피닉스 랜더 아래의 표면이다. 착륙 수 분 후 찍음.
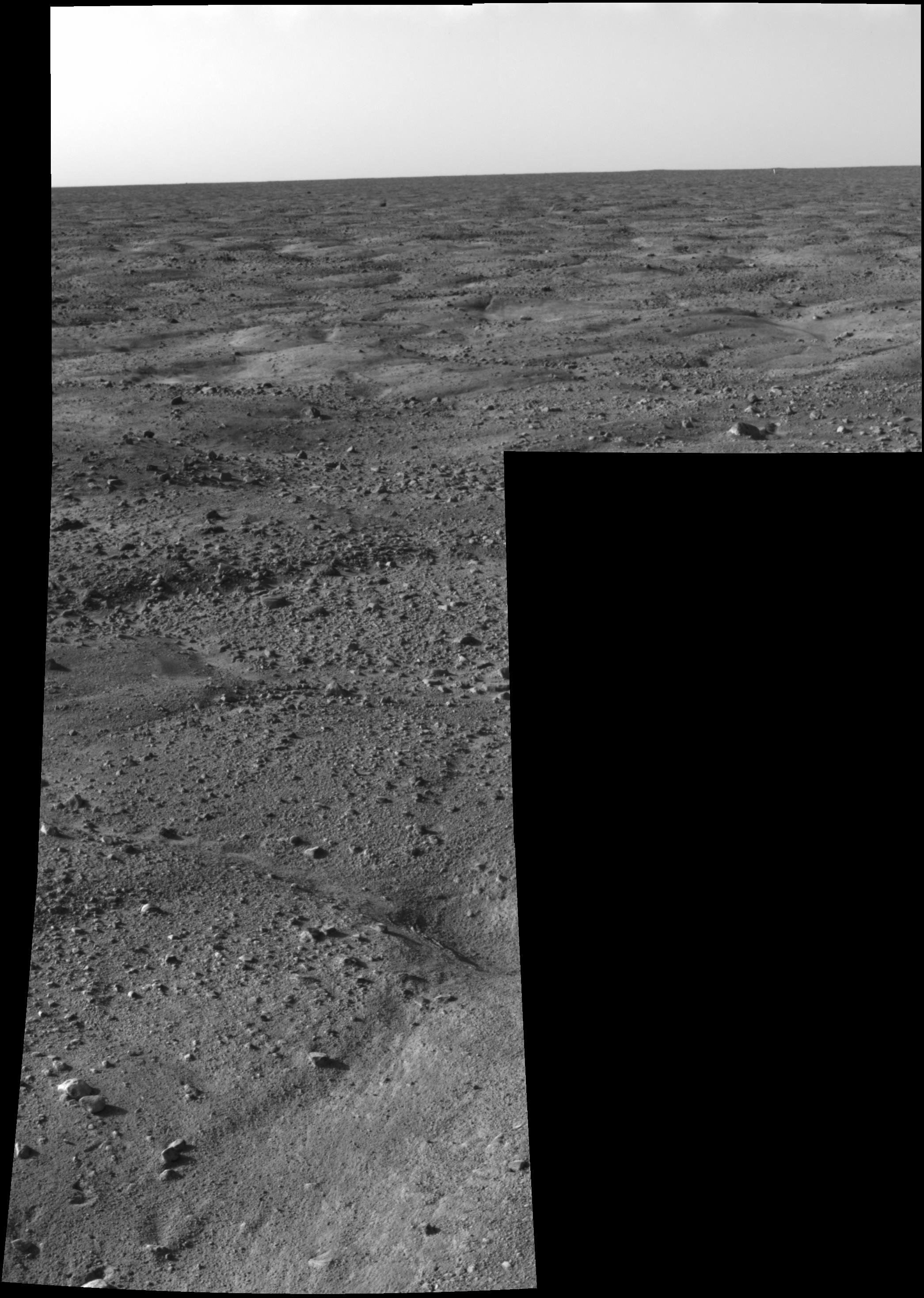
무늬가 있는 평평한 땅이 지평선까지 뻗어있다.
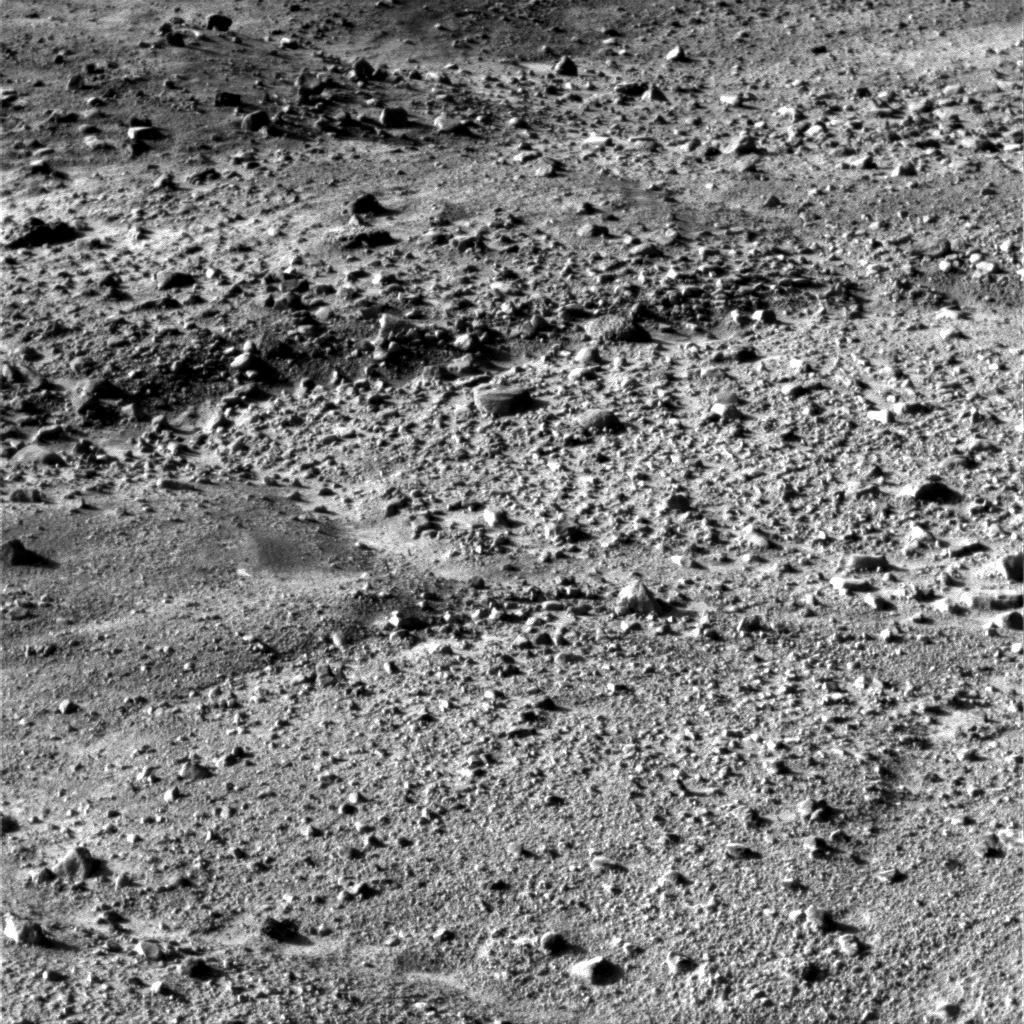
피닉스가 처음으로 보낸 지표면 사진 가운데 하나이다.
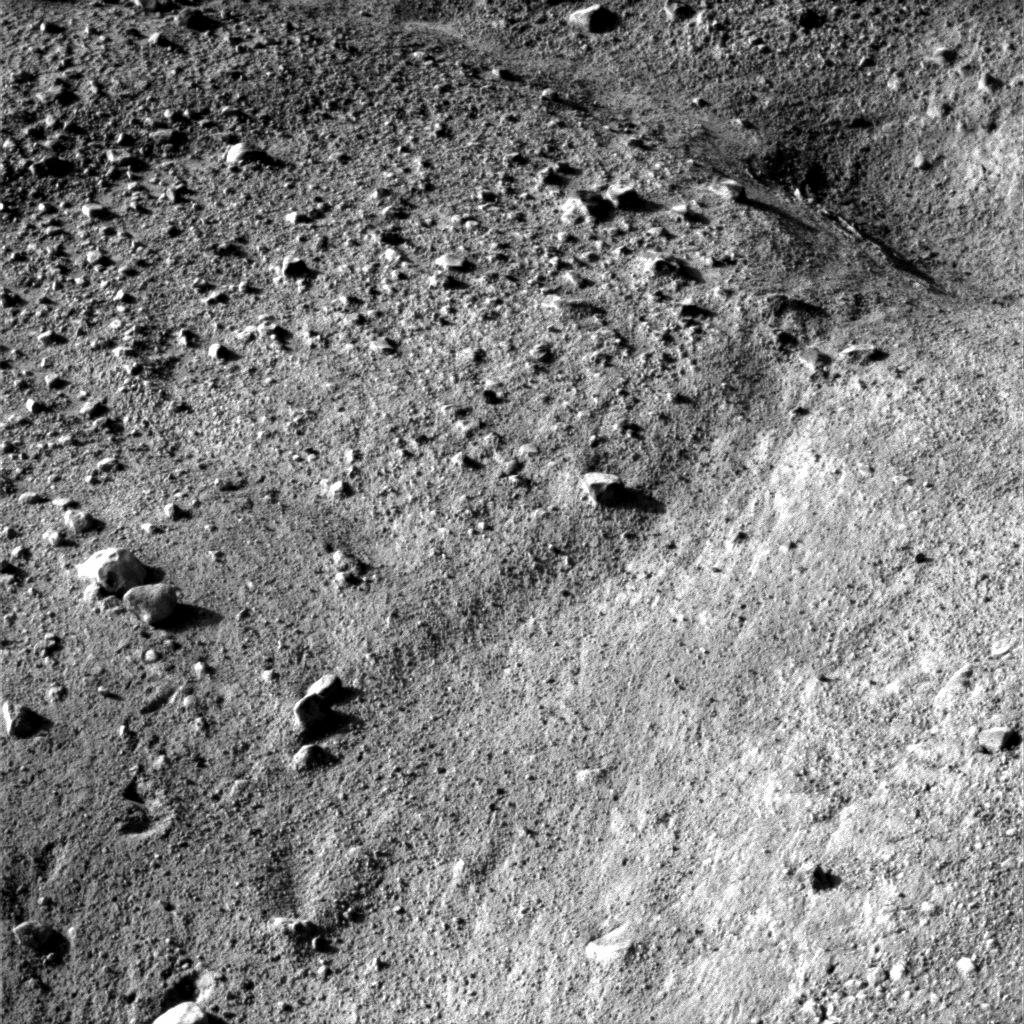
주변 표면에 있는 다각형 모양의 지표면 무늬.
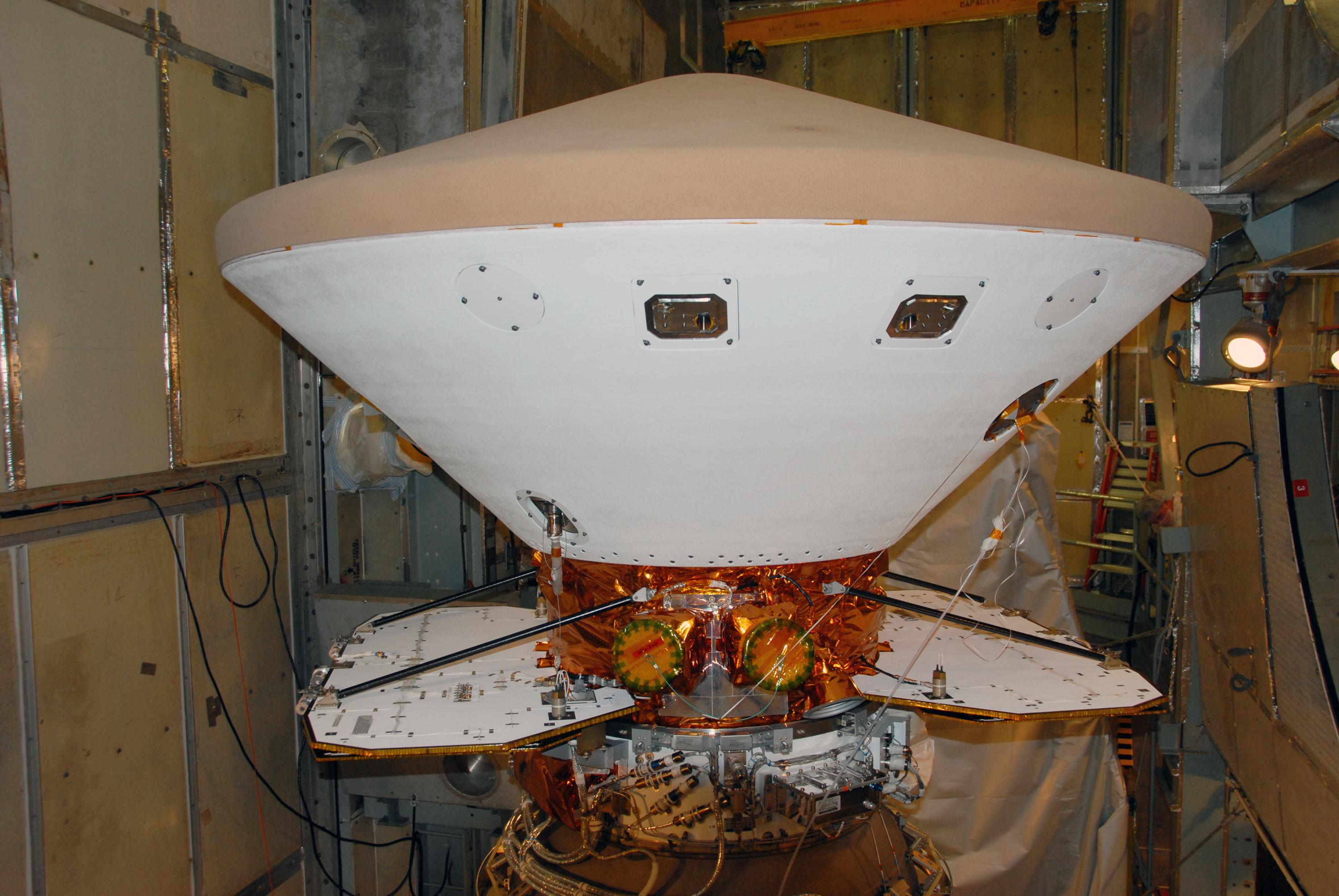
케이프 캐너버럴 공군기지의 발사판 17-A에서 피닉스 마스 랜더가 유선형 덮개(fairing) 설치를 기다리고 있다. NASA/George Shelton
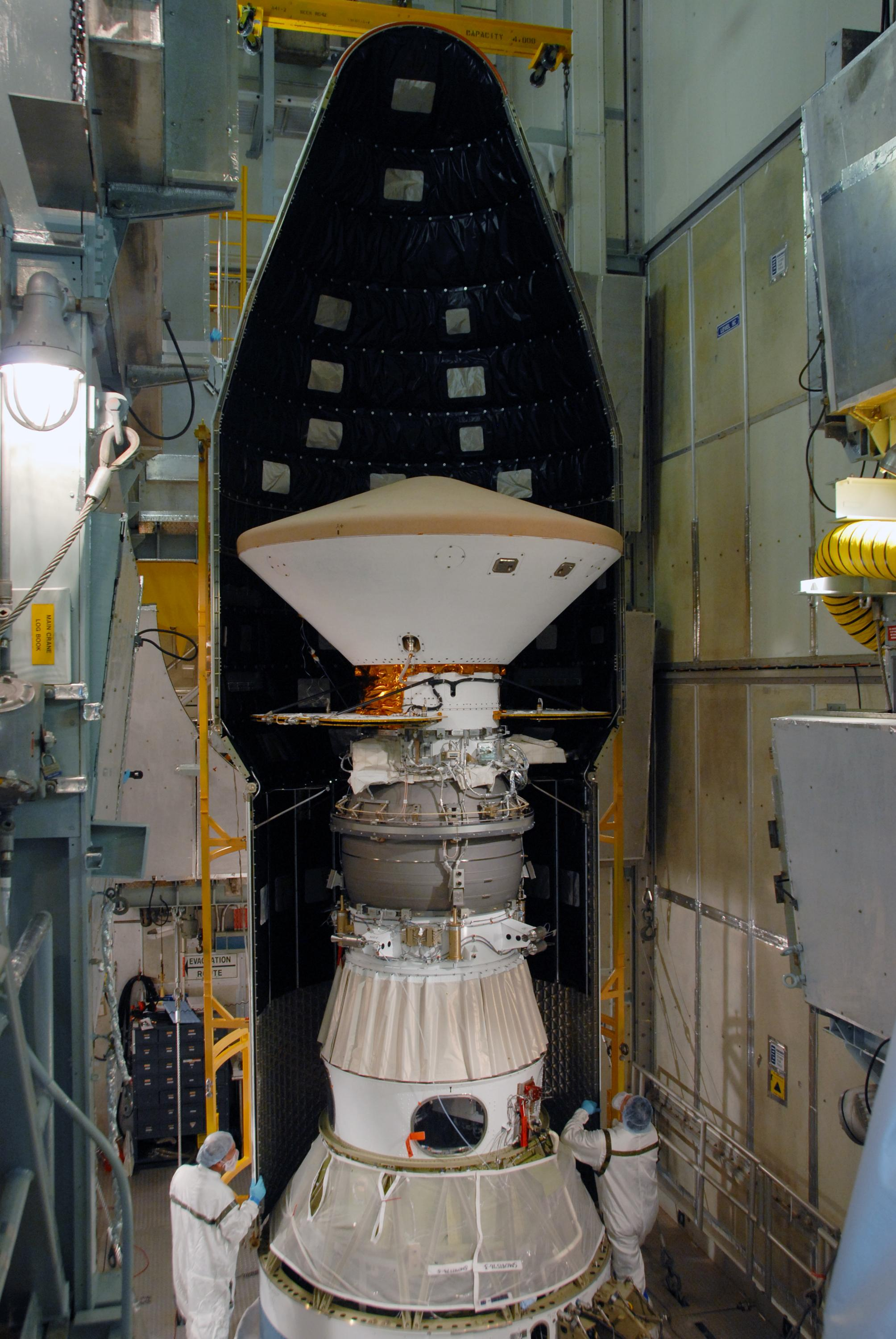
케이프 캐너버럴 공군기지의 발사판 17-A에서 유선형 덮개의 전반이 설치를 위해 피닉스 마스 랜더 주변의 장소로 이동하고 있다. (NASA)
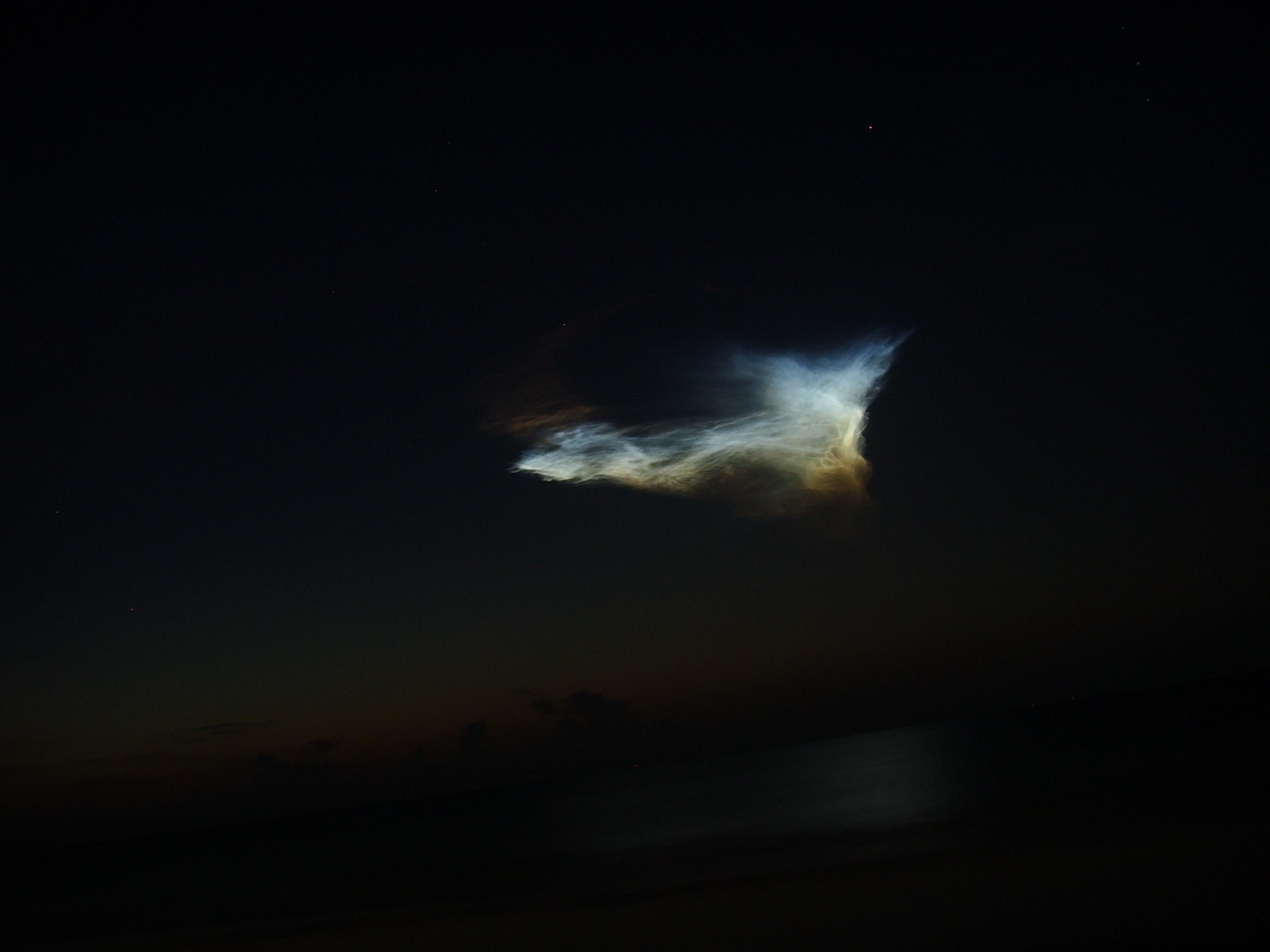
이 사진의 야광운[8] 은 피닉스 발진에 쓰인 델타 II 7925 로켓으로부터의 배기가스가 만들어낸 것이다.[9] 사진 출처: Andrew Annex.
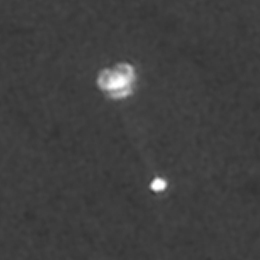
화성 정찰위성에서 촬영한 착륙 중인 피닉스 탐사선. 낙하산이 보인다.